# 呂曜志
呂曜志（1976年—），中華民國產業政策研究與規劃學者，國立台灣大學農業經濟系學士，美國密蘇里大學哥倫比亞分校經濟學博士。台北海洋科技大學第11任校長(現任)。
1976年，呂曜志出生於臺中縣神岡鄉筱雲山莊(現臺中市神岡區)，是清代台灣第一藏書家，神岡三角仔呂家的第九代。外曾祖父是清末到日治時代葫蘆墩大米商，協助知名糕餅業雪花齋創業的仕紳陳德全，外祖父是二次大戰前台灣發展橡膠業的先驅，並創辦全發橡膠，三光橡膠，與大倫氣球(現在的台灣氣球博物館)的陳寶賢。
呂曜志的研究範疇為印太地區主要國家的產業與經貿政策跨國比較研究，特別是聚焦在政府如何銜接科技政策到新興產業發展，以及如何透過資金，技術與人才等供給面政策來調整中長期產業結構以因應國際競爭與景氣循環，此外也利用長期國際貿易資料與產業資料來分析美國，歐盟，中國，日本，韓國與台灣等產業競爭力，並運用產業關聯理論來評估重大經貿事件對國內產業的影響(如SARS，2008年金融海嘯，禽流感等)。2006年開始擔任經濟部工業局亞洲產業競爭力研究與政策規劃計畫的計畫負責人(主持人為龔明鑫博士與張建一博士)，除了研究台灣產業結構與製造業出口競爭力外，亦涉及兩岸經貿(出口產業為主)的相關研究。就台灣經濟學界的師承上，受吳榮義，陳博志，許松根，曹添旺的影響較大。
除產業政策研究外，另參與貿易政策研究(前國貿局綜企會委託，以貿易推廣領域為主)與中小企業政策(前中小企業處政策組委託，以天生國際化企業與APEC中小企業議題為主)，是少數曾經受經濟部工業局、貿易局、中小企業處三單位政策組委託政策規劃的法人主管(二所副所長與八所所長時代)，並參與多年的亞太經合會中小企業部長與工作小組會議。三業四化，推動中堅企業躍升計畫，產業發展綱領，社會企業行動方案，台灣國際品牌等行政院院會核定通過之政策方案，皆出於其手。
2014年底受台中市長當選人林佳龍先生邀請回到台中，擔任升格直轄市後的台中市政府經濟發展局局長，任內設立台中市經濟發展諮詢委員會，通過台中市產業發展自治條例，設置台中市產業發展基金，推動智慧機械及航太產業升級計畫，成功招商MITSUI OUTLET PARK 台中港與LaLaport，完成臺中國際會展中心的設計與發包作業(由建設局主責)，臺中國際展覽館興建落成，臺中市精密機械科技創新園區標準廠房設計發包，精科勞工住宅，太平產創園區與聚興產業園區規畫與興建，新建國市場落成啟用與舊建國市場拆除作業。
2018年底任期屆滿歸建台經院，後受延聘至台北海洋科技大學任教，歷任研發處研發長與學術副校長等職務。2024年8月1日起代理校長，同年12月17日真除，成為台北海洋科技大學第11任校長。
除長年接受經濟部與國發會等行政部門委托參與政策規劃外，也以參與台灣智庫與新境界文教基金會的方式影響政策。2006年底加入台灣智庫，歷經第二次金融改革檢討，第二次政黨輪替民進黨施政總檢討，提出次區域經濟整合，重構中央地方財政關係，大台中123，新南向政策(後來延伸到數位新南向)等政策方向，在2016年的總統大選，以新境界文教基金會產業組的身分協助規劃蔡英文總統的5+2產業創新計劃，並在2021-2024年間擔任新境界文教基金會建設群的召集人。2024年，以三大智庫成員之一參與賴清德總統的創新經濟智慧國家政綱。